# Las Golondrinas (Chubut)
Pour les articles homonymes, voir Las Golondrinas.
Las Golondrinas, aussi appelé Paraje Las Golondrinas, est un paraje argentin située dans le département de Cushamen, dans la province de Chubut.

## Géographie
La localité est située à 5 km de la frontière avec la province de Río Negro, au nord du Lago Puelo et au sud d'El Bolsón, sur la route nationale 40 et sur les pentes du Cerro Piltriquitrón. La zone, qui fait partie de la Comarca del Paralelo 42, est un lieu touristique avec des camping, des auberges et des hôtels et où l'on trouve des fermes où l'on cultive des légumes et des fruits fins et où l'on produit des mermelades. Le site a une altitude de 718 mètres d'altitude et une superficie de 33 800 ha.
Il appartient à la municipalité de Lago Puelo et son nom fait référence à la marque de machines agricoles pour le battage du blé « Golondrina », qui était largement commercialisée au début du XXe siècle. Dans l'école du lieu, fondée il y a plus de 100 ans, on enseigne qu'à cette époque, dans la colonie agricole, on semait et récoltait le blé, et que c'est dans ce lieu que travaillait la première machine de tout le Valle Nuevo. Le lieu est inclus dans la zone d'influence des brigades de lutte contre les incendies de la province de Chubut.

## Services
La localité dispose de services d'électricité, de télévision et de téléphone.

## Démographie
Le paraje compte 757 habitantes (2011) avec une densité de 5 à 7 habitants par km².